# Dan Bibby
Dan Bibby (Aspull, 6 de fevereiro de 1991) é um jogador de rugby sevens britânico, medalhista olímpico

## Carreira
Bibby integrou o elenco da Seleção Britânica de Rugbi de Sevens, nos Jogos Olímpicos Rio 2016, conquistando a medalha de prata.